# Football Club Lorient-Bretagne Sud 2022-2023
Questa voce raccoglie le informazioni riguardanti il Football Club Lorient-Bretagne Sud nelle competizioni ufficiali della stagione 2022-2023.

## Maglie e divise
| Prima divisa | Seconda divisa | Terza divisa |

## Rosa
In corsivo i calciatori ceduti durante la stagione
| N. |                           | Ruolo | Calciatore          |
| -- | ------------------------- | ----- | ------------------- |
| 1  | Italia (bandiera)         | P     | Vito Mannone        |
| 2  | Brasile (bandiera)        | D     | Igor Silva          |
| 3  | Tunisia (bandiera)        | D     | Montassar Talbi     |
| 4  | Francia (bandiera)        | D     | Chrislain Matsima   |
| 7  | Costa d'Avorio (bandiera) | C     | Stéphane Diarra     |
| 8  | Nigeria (bandiera)        | C     | Bonke Innocent      |
| 9  | Mali (bandiera)           | A     | Ibrahima Koné       |
| 10 | Francia (bandiera)        | C     | Adil Aouchiche      |
| 11 | Burkina Faso (bandiera)   | A     | Dango Ouattara      |
| 11 | Senegal (bandiera)        | A     | Bamba Dieng         |
| 12 | Camerun (bandiera)        | D     | Darlin Yongwa       |
| 13 | Nigeria (bandiera)        | A     | Terem Moffi         |
| 14 | Francia (bandiera)        | C     | Romain Faivre       |
| 15 | Francia (bandiera)        | D     | Julien Laporte      |
| 17 | Francia (bandiera)        | C     | Quentin Boisgard    |
| 17 | Francia (bandiera)        | C     | Jean-Victor Makengo |

| N. |                           | Ruolo | Calciatore         |
| -- | ------------------------- | ----- | ------------------ |
| 18 | Costa d'Avorio (bandiera) | C     | Bamo Meïté         |
| 19 | Francia (bandiera)        | C     | Laurent Abergel    |
| 21 | Madagascar (bandiera)     | C     | Julien Ponceau     |
| 22 | Francia (bandiera)        | C     | Yoann Cathline     |
| 23 | Germania (bandiera)       | P     | Julian Pollersbeck |
| 24 | RD del Congo (bandiera)   | D     | Gédéon Kalulu      |
| 25 | Francia (bandiera)        | D     | Vincent Le Goff    |
| 27 | Austria (bandiera)        | A     | Adrian Grbić       |
| 29 | Francia (bandiera)        | A     | Siriné Doucouré    |
| 34 | Francia (bandiera)        | D     | Maxime Wackers     |
| 37 | Francia (bandiera)        | D     | Théo Le Bris       |
| 38 | Svizzera (bandiera)       | P     | Yvon Mvogo         |
| 44 | Francia (bandiera)        | C     | Ayman Kari         |
| 45 | Francia (bandiera)        | A     | Armand Laurienté   |
| 77 | Francia (bandiera)        | P     | Teddy Bartouche    |
| 80 | Francia (bandiera)        | C     | Enzo Le Fée        |

## Calciomercato

### Sessione estiva(dal 1º/7 al 1º/9)
| Acquisti         | Acquisti          | Acquisti        | Acquisti                   |
| R.               | Nome              | da              | Modalità                   |
| ---------------- | ----------------- | --------------- | -------------------------- |
| A                | Yoann Cathline    | Guingamp        | definitivo (2,7 milione €) |
| D                | Montassar Talbi   | Rubin           | definitivo (1,5 milioni €) |
| D                | Darlin Yongwa     | Niort           | definitivo (1,5 milioni €) |
| C                | Adil Aouchiche    | Saint-Étienne   | gratuito                   |
| D                | Gédéon Kalulu     | Ajaccio         | gratuito                   |
| P                | Vito Mannone      | Monaco          | gratuito                   |
| P                | Yvon Mvogo        | RB Lipsia       | n.d.                       |
| A                | Siriné Doucouré   | Châteauroux     | n.d.                       |
| D                | Chrislain Matsima | Monaco          | prestito                   |
| Altre operazioni |                   |                 |                            |
| R.               | Nome              | da              | Modalità                   |
| A                | Umut Bozok        | Kasımpaşa       | fine prestito              |
| D                | Adrian Grbić      | Vitesse         | fine prestito              |
| C                | Julien Ponceau    | Nîmes           | fine prestito              |
| A                | Pierre-Yves Hamel | Clermont Foot   | fine prestito              |
| A                | Taofeek Ismaheel  | Vålerenga       | fine prestito              |
| D                | Loris Mouyokolo   | Bourg-en-Bresse | fine prestito              |

| Cessioni         | Cessioni          | Cessioni      | Cessioni                    |
| R.               | Nome              | a             | Modalità                    |
| ---------------- | ----------------- | ------------- | --------------------------- |
| A                | Armand Laurienté  | Sassuolo      | definitivo (10,1 milioni €) |
| A                | Umut Bozok        | Trabzonspor   | definitivo (2 milioni €)    |
| A                | Pierre-Yves Hamel | Paris FC      | definitivo (1 milione €)    |
| C                | Thomas Monconduit | Saint-Étienne | definitivo (500 mila €)     |
| D                | Léo Pétrot        | Saint-Étienne | definitivo (500 mila €)     |
| P                | Paul Nardi        | Gent          | definitivo (150 mila €)     |
| D                | Houboulang Mendes | Almería       | gratuito                    |
| D                | Matthieu Dreyer   | Saint-Étienne | gratuito                    |
| D                | Moritz Jenz       | Celtic        | prestito                    |
| A                | Sambou Soumano    | Eupen         | prestito                    |
| A                | Taofeek Ismaheel  | KSK Beveren   | prestito                    |
| D                | Loris Mouyokolo   | Rodez         | prestito                    |
| D                | Pablo Pagis       | Nîmes         | prestito                    |
| P                | Thomas Callens    | Annecy        | prestito                    |
| Altre operazioni |                   |               |                             |
| R.               | Nome              | da            | Modalità                    |
| C                | Fabien Lemoine    |               | svincolato                  |
| D                | Jérémy Morel      |               | svincolato                  |
| D                | Jérôme Hergault   |               | svincolato                  |

### Sessione invernale(dal 2/1 al 31/1)
| Acquisti | Acquisti            | Acquisti            | Acquisti                   |
| R.       | Nome                | da                  | Modalità                   |
| -------- | ------------------- | ------------------- | -------------------------- |
| C        | Jean-Victor Makengo | Udinese             | definitivo (11 milioni €)  |
| A        | Bamba Dieng         | Olympique Marsiglia | definitivo (7 milioni €)   |
| A        | Joel Mvuka          | Bodø/Glimt          | definitivo (5,5 milioni €) |
| C        | Romain Faivre       | Olympique Lione     | prestito (1 milione €)     |
| P        | Julian Pollersbeck  | Olympique Lione     | prestito                   |
| C        | Ayman Kari          | Paris Saint-Germain | prestito                   |
| D        | Moritz Jenz         | Celtic              | fine prestito              |
| A        | Sambou Soumano      | Eupen               | fine prestito              |

| Cessioni | Cessioni          | Cessioni     | Cessioni                    |
| R.       | Nome              | a            | Modalità                    |
| -------- | ----------------- | ------------ | --------------------------- |
| A        | Dango Ouattara    | Bournemouth  | definitivo (22,5 milioni €) |
| A        | Terem Moffi       | Nizza        | prestito (2,5 milioni €)    |
| D        | Moritz Jenz       | Schalke 04   | prestito (200 mila €)       |
| A        | Sambou Soumano    | Rodez        | prestito                    |
| C        | Quentin Boisgard  | Pau          | prestito                    |
| A        | Joel Mvuka        | Bodø/Glimt   | prestito                    |
| D        | Adrian Grbić      | Valenciennes | prestito                    |
| D        | Samuel Loric      | Rouen        | prestito                    |
| D        | Chrislain Matsima | Monaco       | fine prestito               |

## Risultati

### Ligue 1

#### Girone di andata
| Arbitro: | Dechepy (Piccardia) |

|  |           |                   |
|  | Marcatori | 65’ (aut.) Theate |

| Arbitro: | Dechepy |

|                                  |           |               |
| Le Fée 6’ Moffi 33’ Ouattara 49’ | Marcatori | 28’ Lacazette |

| Arbitro: | Hamel (Linguadoca-Rossiglione) |

|                        |           |                                 |
| Ratão 31’ Dallinga 64’ | Marcatori | 2’ Laurienté 80’ (rig.) I. Koné |

| Arbitro: | Delajod |

|                       |           |          |
| Moffi 24’ (rig.), 41’ | Marcatori | 62’ Cham |

| Arbitro: | Léonard (Lorena) |

|                                               |           |                |
| Sotoca 24’, 77’ Saïd 28’ Samed 57’ Openda 86’ | Marcatori | 41’, 50’ Moffi |

| Arbitro: | Stinat |

|  |           |              |
|  | Marcatori | 51’ Ouattara |

| Arbitro: | Hamel |

|                                    |           |                      |
| Ouattara 19’ Cathline 60’ Koné 73’ | Marcatori | 14’ Ganago 85’ Simon |

| Arbitro: | Buquet |

|          |           |                                   |
| Hein 50’ | Marcatori | 15’ Ouattara 37’ Moffi 42’ Le Fée |

| Arbitro: | Ben El Hadj |

|                               |           |           |
| Diakité 9’ (aut.) Le Bris 87’ | Marcatori | 78’ David |

| Arbitro: | Dechepy |

|                  |           |                |
| Del Castillo 17’ | Marcatori | 24’, 53’ Moffi |

| Lorient 15 ottobre 2022, ore 17:00 CEST 11ª giornata | Lorient | 0 – 0 referto | Stade Reims | Stade du Moustoir (15 776 spett.)\| Arbitro: \| Vernice \| |
| Arbitro:                                             | Vernice |               |             |                                                            |

| Arbitro: | Bollengier |

|                                      |           |                            |
| J. Laporte 34’ (aut.) Rony Lopes 61’ | Marcatori | 50’ S. Diarra 81’ Boisgard |

| Arbitro: | Turpin (Borgogna) |

|              |           |                      |
| Ouattara 42’ | Marcatori | 61’ Atal 69’ Laborde |

| Arbitro: | Bastien |

|           |           |                      |
| Moffi 53’ | Marcatori | 9’ Neymar 81’ Danilo |

| Arbitro: | Gaillouste |

|            |           |          |
| Diallo 87’ | Marcatori | 5’ Moffi |

| Arbitro: | Delajod |

|  |           |                      |
|  | Marcatori | 3’ Savanier 22’ Wahi |

| Arbitro: | Batta |

|          |           |                            |
| Sima 10’ | Marcatori | 79’ (aut.) Sima 88’ Le Fée |

| Arbitro: | Brisard (Maine) |

|                        |           |                             |
| Ouattara 75’ Moffi 77’ | Marcatori | 61’ Embolo 90+3’ Ben Yedder |

| Arbitro: | Depechy |

|                                        |           |           |
| Kolašinac 38’ Sánchez 53’ Veretout 59’ | Marcatori | 29’ Moffi |

#### Girone di ritorno
| Arbitro: | Turpin (Borgogna) |

|                       |           |          |
| Talbi 13’ Le Bris 31’ | Marcatori | 72’ Tait |

| Arbitro: | Batta |

|                                          |           |                     |
| Balogun 44’ (rig.), 61’, 64’ Doumbia 51’ | Marcatori | 10’ Le Fée 35’ Koné |

| Lorient 5 febbraio 2023, ore 15:00 CET 22ª giornata | Lorient | 0 – 0 referto | Angers | Stade du Moustoir (12 705 spett.)\| Arbitro: \| Delajod \| |
| Arbitro:                                            | Delajod |               |        |                                                            |

| Arbitro: | Vernice |

|          |           |  |
| Blas 66’ | Marcatori |  |

| Arbitro: | Wattellier |

|                                        |           |  |
| Dieng 6’ (rig.) Faivre 43’ Ponceau 58’ | Marcatori |  |

| Arbitro: | Millot |

|  |           |               |
|  | Marcatori | 58’ Raveloson |

| Décines-Charpieu 5 marzo 2023, ore 17:05 CET 26ª giornata | Olympique Lione | 0 – 0 referto | Lorient | Groupama Stadium (38 568 spett.)\| Arbitro: \| Léonard \| |
| Arbitro:                                                  | Léonard         |               |         |                                                           |

| Arbitro: | Turpin |

|                          |           |  |
| Dieng 8’ S. Diarra 90+2’ | Marcatori |  |

| Arbitro: | Buquet (Piccardia) |

|             |           |           |
| Laborde 78’ | Marcatori | 30’ Meïté |

| Arbitro: | Pignard |

|                               |           |          |
| Cabella 12’ Zhegrova 88’, 90’ | Marcatori | 76’ Koné |

| Lorient 9 aprile 2023, ore 20:45 CEST 30ª giornata | Lorient | 0 – 0 referto | Olympique Marsiglia | Stade du Moustoir (16 767 spett.)\| Arbitro: \| Delajod \| |
| Arbitro:                                           | Delajod |               |                     |                                                            |

| Arbitro: | Dechepy (Piccardia) |

|                                    |           |          |
| Diatta 14’ Golovin 27’ Volland 55’ | Marcatori | 86’ Koné |

| Arbitro: | Bollengier (Nord-Passo di Calais) |

|  |           |               |
|  | Marcatori | 68’ Aboukhlal |

| Arbitro: | Brisard |

|            |           |                                 |
| Mbappé 29’ | Marcatori | 16’ Le Fée 39’ Yongwa 88’ Dieng |

| Arbitro: | Millot |

|               |           |                         |
| Koné 32’, 51’ | Marcatori | 69’ (rig.) Del Castillo |

| Arbitro: | Vernice |

|                |           |            |
| Maouassa 90+4’ | Marcatori | 68’ Faivre |

| Arbitro: | Frappart |

|           |           |                                        |
| Faivre 5’ | Marcatori | 19’ Sotoca 24’ Thomasson 86’ S. Fofana |

| Arbitro: | Batta |

|                         |           |  |
| Khaoui 44’ Caufriez 74’ | Marcatori |  |

| Arbitro: | Dechepy |

|                 |           |                |
| Faivre 10’, 36’ | Marcatori | 56’ Bellegarde |

### Coppa di Francia
| Arbitro: | Bollengier |

|  |           |                                                                           |
|  | Marcatori | 43’ (rig.) Koné 45+2’, 61’ Cathline 51’ Aouchiche 54’ S. Diarra 77’ Grbić |

| Arbitro: | Wattellier |

|                     |                      |                                |
| Sainati 81’         | Marcatori            | 64’ Koné                       |
| Magri Djoco Kaïboué | Tiri di rigore 1 – 4 | Boisgard Yongwa Le Fée Abergel |

| Arbitro: | Pignard (Rodano-Alpi) |

|                               |                      |                                    |
| Le Fée 84’                    | Marcatori            | 21’ Fulgini                        |
| Le Fée Talbi S. Doucouré Koné | Tiri di rigore 2 – 4 | Frankowski Sotoca Thomasson Medina |

## Statistiche

### Statistiche di squadra
| Competizione     | Punti | In casa | In casa | In casa | In casa | In casa | In casa | In trasferta | In trasferta | In trasferta | In trasferta | In trasferta | In trasferta | Totale | Totale | Totale | Totale | Totale | Totale | DR |
| Competizione     | Punti | G       | V       | N       | P       | Gf      | Gs      | G            | V            | N            | P            | Gf           | Gs           | G      | V      | N      | P      | Gf     | Gs     | DR |
| ---------------- | ----- | ------- | ------- | ------- | ------- | ------- | ------- | ------------ | ------------ | ------------ | ------------ | ------------ | ------------ | ------ | ------ | ------ | ------ | ------ | ------ | -- |
| Ligue 1          | 55    | 19      | 9       | 4       | 6       | 26      | 21      | 19           | 6            | 6            | 7            | 26           | 32           | 38     | 15     | 10     | 13     | 52     | 53     | -1 |
| Coppa di Francia |       | 1       | 0       | 1       | 0       | 1       | 1       | 2            | 1            | 1            | 0            | 7            | 1            | 3      | 1      | 2      | 0      | 8      | 2      | +6 |
| Totale           | -     | 20      | 9       | 5       | 6       | 27      | 22      | 21           | 7            | 7            | 7            | 33           | 33           | 41     | 16     | 12     | 13     | 60     | 55     | +5 |

### Andamento in campionato
| Giornata  | 1 | 2 | 3 | 4 | 5 | 6 | 7 | 8 | 9 | 10 | 11 | 12 | 13 | 14 | 15 | 16 | 17 | 18 | 19 | 20 | 21 | 22 | 23 | 24 | 25 | 26 | 27 | 28 | 29 | 30 | 31 | 32 | 33 | 34 | 35 | 36 | 37 | 38 |
| --------- | - | - | - | - | - | - | - | - | - | -- | -- | -- | -- | -- | -- | -- | -- | -- | -- | -- | -- | -- | -- | -- | -- | -- | -- | -- | -- | -- | -- | -- | -- | -- | -- | -- | -- | -- |
| Luogo     | T | C | T | C | T | T | C | T | C | T  | C  | T  | C  | C  | T  | C  | T  | C  | T  | C  | T  | C  | T  | C  | C  | T  | C  | T  | T  | C  | T  | C  | T  | C  | T  | C  | T  | C  |
| Risultato | V | V | N | V | P | V | V | V | V | V  | N  | N  | P  | P  | N  | P  | V  | N  | P  | V  | P  | N  | P  | V  | P  | N  | V  | N  | P  | N  | P  | P  | V  | V  | N  | P  | P  | V  |
| Posizione | 8 | 8 | 8 | 5 | 7 | 5 | 4 | 3 | 3 | 2  | 2  | 3  | 4  | 6  | 5  | 7  | 6  | 6  | 7  | 6  | 7  | 7  | 8  | 7  | 8  | 9  | 9  | 8  | 10 | 10 | 10 | 11 | 10 | 9  | 9  | 10 | 10 | 10 |

Legenda:

Luogo: C = Casa; T = Trasferta. Risultato: V = Vittoria; N = Pareggio; P = Sconfitta.

### Statistiche dei giocatori
Sono in corsivo i calciatori che hanno lasciato la società a stagione in corso.
| Giocatore      | Ligue 1  | Ligue 1 | Ligue 1     | Ligue 1    | Coppa di Francia | Coppa di Francia | Coppa di Francia | Coppa di Francia | Totale   | Totale | Totale      | Totale     |
| Giocatore      | Presenze | Reti    | Ammonizioni | Espulsioni | Presenze         | Reti             | Ammonizioni      | Espulsioni       | Presenze | Reti   | Ammonizioni | Espulsioni |
| -------------- | -------- | ------- | ----------- | ---------- | ---------------- | ---------------- | ---------------- | ---------------- | -------- | ------ | ----------- | ---------- |
| L. Abergel     | 29       | 0       | 5           | 1          | 2                | 0                | 0                | 0                | 31       | 0      | 5           | 1          |
| A. Aouchiche   | 11       | 0       | 0           | 0          | 2                | 1                | 0                | 0                | 13       | 1      | 0           | 0          |
| T. Bartouche   | 0        | 0       | 0           | 0          | 1                | 0                | 0                | 0                | 1        | 0      | 0           | 0          |
| Q. Boisgard    | 5        | 1       | 1           | 0          | 1                | 0                | 0                | 0                | 6        | 1      | 1           | 0          |
| Y. Cathline    | 23       | 1       | 0           | 0          | 3                | 2                | 0                | 0                | 26       | 3      | 0           | 0          |
| S. Doucouré    | 12       | 0       | 0           | 0          | 3                | 0                | 0                | 0                | 15       | 0      | 0           | 0          |
| E. Colas       | 0        | 0       | 0           | 0          | 1                | 0                | 0                | 0                | 1        | 0      | 0           | 0          |
| S. Diarra      | 28       | 2       | 1           | 0          | 2                | 1                | 0                | 0                | 30       | 3      | 1           | 0          |
| B. Dieng       | 15       | 3       | 1           | 0          | 1                | 0                | 0                | 0                | 16       | 3      | 1           | 0          |
| R. Faivre      | 16       | 5       | 0           | 0          | 1                | 0                | 0                | 0                | 17       | 5      | 0           | 0          |
| A. Grbić       | 2        | 0       | 0           | 0          | 1                | 0                | 0                | 0                | 3        | 0      | 0           | 0          |
| B. Innocent    | 25       | 0       | 5           | 0          | 1                | 0                | 0                | 0                | 26       | 0      | 5           | 0          |
| G. Kalulu      | 29       | 0       | 6           | 0          | 1                | 0                | 0                | 0                | 30       | 0      | 6           | 0          |
| A. Kari        | 5        | 0       | 0           | 0          | 0                | 0                | 0                | 0                | 5        | 0      | 0           | 0          |
| I. Koné        | 37       | 7       | 3           | 0          | 3                | 2                | 1                | 0                | 40       | 9      | 4           | 0          |
| E. Kroupi      | 1        | 0       | 0           | 0          | 0                | 0                | 0                | 0                | 1        | 0      | 0           | 0          |
| J. Laporte     | 20       | 0       | 1           | 0          | 0                | 0                | 0                | 0                | 20       | 0      | 1           | 0          |
| A. Laurienté   | 3        | 1       | 0           | 0          | 0                | 0                | 0                | 0                | 3        | 1      | 0           | 0          |
| T. Le Bris     | 27       | 2       | 0           | 0          | 1                | 0                | 0                | 0                | 28       | 2      | 0           | 0          |
| E. Le Fée      | 35       | 5       | 5           | 0          | 1                | 1                | 0                | 0                | 36       | 6      | 5           | 0          |
| V. Le Goff     | 37       | 0       | 1           | 0          | 1                | 0                | 0                | 0                | 38       | 0      | 1           | 0          |
| J. Makengo     | 15       | 0       | 0           | 1          | 1                | 0                | 0                | 0                | 16       | 0      | 0           | 1          |
| V. Mannone     | 18       | -24     | 1           | 0          | 2                | -2               | 0                | 0                | 20       | -26    | 1           | 0          |
| C. Matsima     | 6        | 0       | 0           | 0          | 1                | 0                | 0                | 0                | 7        | 0      | 0           | 0          |
| B. Meïté       | 17       | 1       | 5           | 0          | 3                | 0                | 0                | 0                | 20       | 1      | 5           | 0          |
| T. Moffi       | 18       | 12      | 1           | 0          | 0                | 0                | 0                | 0                | 18       | 12     | 1           | 0          |
| Y. Mvogo       | 21       | -29     | 1           | 0          | 0                | 0                | 0                | 0                | 21       | -29    | 1           | 0          |
| P. Nardi       | 0        | 0       | 0           | 0          | 0                | 0                | 0                | 0                | 0        | 0      | 0           | 0          |
| D. Ouattara    | 18       | 6       | 2           | 1          | 0                | 0                | 0                | 0                | 18       | 6      | 2           | 1          |
| J. Pollersbeck | 0        | 0       | 0           | 0          | 0                | 0                | 0                | 0                | 0        | 0      | 0           | 0          |
| J. Ponceau     | 31       | 1       | 1           | 0          | 3                | 0                | 0                | 0                | 34       | 1      | 1           | 0          |
| I. Silva       | 7        | 0       | 2           | 1          | 3                | 0                | 0                | 0                | 10       | 0      | 2           | 1          |
| M. Talbi       | 38       | 1       | 0           | 0          | 3                | 0                | 0                | 0                | 41       | 1      | 0           | 0          |
| D. Yongwa      | 14       | 1       | 2           | 0          | 3                | 0                | 0                | 0                | 17       | 1      | 2           | 0          |